# Karakoro (Mali)
Karakoro è un comune rurale del Mali facente parte del circondario di Kayes, nella regione omonima.
Il comune è composto da 7 nuclei abitati:
- Aité
- Boutinguisse
- Kalinioro
- Souena Gandéga
- Souena Soumaré
- Souena Toucouleur
- Teichibé (centro principale)